# Savigny-en-Septaine
Savigny-en-Septaine è un comune francese di 689 abitanti situato nel dipartimento del Cher, nella regione del Centro-Valle della Loira.

## Geografia
Il villaggio si trova sulla riva sinistra del fiume Airain, 14 km ad est di Bourges.

## Storia
Durante l'estate del 1944, in una fattoria del villaggio, 36 ebrei furono massacrati dalla Milice française nella cosiddetta tragedia dei pozzi di Guerry.

## Società

### Evoluzione demografica
Abitanti censiti